# Quyền LGBT ở Mauritius
Quyền đồng tính nữ, đồng tính nam, song tính và chuyển giới ở Mauritius phải đối mặt với những thách thức pháp lý mà những người không phải LGBT không gặp phải. Sodomy (khác giới và đồng tính qua đường hậu môn và quan hệ tình dục bằng miệng) bị cấm theo luật của nước này. Mặc dù các mối quan hệ đồng tính không được công nhận trong Mauritius, người LGBT được bảo vệ khỏi mọi sự phân biệt đối xử, với Hiến pháp đảm bảo quyền của cá nhân đối với cuộc sống riêng tư.
Mauritius là một trong 96 quốc gia đã ký "tuyên bố chung về chấm dứt các hành vi bạo lực và vi phạm nhân quyền liên quan dựa trên xu hướng tính dục và bản dạng giới" tại Liên Hợp Quốc, lên án bạo lực và phân biệt đối xử đối với người LGBT.
Hơn nữa, trong những năm gần đây, đã có sự chấp nhận ngày càng tăng đối với người LGBT trong dân số của Mauritius, với các cuộc thăm dò cho thấy rằng Mauritius là một trong những quốc gia thân thiện với LGBT nhất Châu Phi. Tuy nhiên, thái độ bảo thủ về người LGBT vẫn còn phổ biến và vì những người LGBT như vậy có thể phải đối mặt với sự phân biệt đối xử và bắt nạt khi ra ngoài hoặc tiếp cận chăm sóc sức khỏe.

## Bảng tóm tắt
| Hoạt động tình dục đồng giới hợp pháp                                                                                       | (Lên đến 5 năm tù) |
| Độ tuổi đồng ý | No                 |
| Luật chống phân biệt đối xử chỉ trong việc làm                                                                              | (Từ năm 2008)      |
| Luật chống phân biệt đối xử trong việc cung cấp hàng hóa và dịch vụ                                                         | (Từ năm 2008)      |
| Luật chống phân biệt đối xử trong tất cả các lĩnh vực khác (Bao gồm phân biệt đối xử gián tiếp, ngôn từ kích động thù địch) | (Từ năm 2008)      |
| Hôn nhân đồng giới | (Được xem xét)     |
| Công nhận các cặp đồng giới                                                                                                 | No                 |
| Con nuôi của các cặp vợ chồng đồng giới                                                                                     | No                 |
| Con nuôi chung của các cặp đồng giới                                                                                        | No                 |
| Người LGBT được phép phục vụ công khai trong quân đội                                                                       | Không có quân đội  |
| Quyền thay đổi giới tính hợp pháp                                                                                           | No                 |
| Truy cập IVF cho đồng tính nữ                                                                                               | Yes                |
| Mang thai hộ thương mại cho các cặp đồng tính nam                                                                           | No                 |
| NQHN được phép hiến máu | (Từ năm 2014)      |